# Ana Paula Couto
Ana Paula Couto (Jaguarão, 11 de outubro de 1973) é uma jornalista, telejornalista, mediadora, apresentadora, âncora de telejornais e mestre de cerimônias brasileira.

## Biografia
Ana Paula Couto nasceu em Jaguarão, cidade de fronteira no extremo sul do Brasil.
É formada em Jornalismo pela Universidade Católica de Pelotas.
Como jornalista, começou na RBS TV Pelotas em meados dos anos 1990.
Em 1999, se mudou para a capital federal. Em Brasília, de 1999 a 2002, foi repórter e apresentadora do DFTV da TV Globo.
Em 2002, foi transferida para a Globonews, no Rio de Janeiro. Durante sete anos apresentou o Em Cima da Hora, período em que conduziu várias transmissões nacionais e internacionais como o Conclave em 2005, a CPI dos Correios no Brasil que acabou revelando o escândalo do mensalão, a renúncia de Fidel Castro à presidência de Cuba em 2008, a morte de Michael Jackson em 2009, entre tantas outras.
A jornalista também roteirizou e apresentou diversos programas especiais na emissora como Mário Quintana, o Poeta e a Cidade, a Rota dos Vinhos na Serra Gaúcha e Cafés Especiais do Sul de Minas.
Em 2008, foi transferida para a equipe da GloboNews em São Paulo e por oito anos esteve à frente do Edição das 10, jornal compartilhado entre Rio e São Paulo.
Ainda em 2016, depois de sua saída do Grupo Globo, teve uma passagem rápida pela RedeTV!, onde comandou o Sem Rodeios, programa que saiu do ar após apenas 2 meses.
Em 2017, foi contratada pela TV Cultura. No canal paulista, atuou no Repórter Eco, Jornal da Cultura Primeira Edição e Opinião Nacional. De 2019 a 2022, foi âncora do Jornal da Cultura, principal telejornal da emissora.
Em 2021, recebeu o Prêmio Especialistas, da Plataforma Negócios da Comunicação, pela contribuição ao jornalismo de saúde pela sua atuação durante a pandemia de Covid-19.
Paralelamente ao trabalho na televisão, a jornalista atua como Mestre de Cerimônias e Mediadora. Já conduziu eventos e vídeos institucionais para Coca-Cola, Banco Original, Gás Natural, Fundação Teotônio Vilela, NeoGrid, MBC, Prêmio Innovare do poder judiciário, Fundação Getúlio Vargas/ RJ, Sistema S, entre outros.
Em dezembro de 2022 foi anunciada a saída de Ana Paula Couto da TV Cultura.

## Trabalhos na televisão
| Ano       | Trabalho                          | Cargo         | Emissora          |
| --------- | --------------------------------- | ------------- | ----------------- |
| 1998      | Jornal do Almoço                  | Apresentadora | RBS TV Pelotas    |
| 1999–2002 | DFTV                              | Repórter      | TV Globo Brasília |
| 2002–2010 | Em Cima da Hora                   | Apresentadora | GloboNews         |
| 2010–2016 | Edição das Dez                    | Apresentadora | GloboNews         |
| 2016      | Sem Rodeios                       | Apresentadora | RedeTV!           |
| 2017–2019 | Jornal da Cultura Primeira Edição | Apresentadora | TV Cultura        |
| 2019      | Opinião Nacional                  | Apresentadora | TV Cultura        |
| 2019–2022 | Jornal da Cultura                 | Apresentadora | TV Cultura        |